# Wereldkampioenschappen biatlon 2017
De wereldkampioenschappen biatlon 2017 werden van 8 tot en met 19 februari 2017 gehouden in het Oostenrijkse Hochfilzen. Na de kampioenschappen van 1978, 1998 en 2005 was het de vierde keer dat de wereldkampioenschappen biatlon in Hochfilzen plaatsvonden.
De resultaten van de wereldkampioenschappen telden ook mee voor de wereldbeker.

## Wedstrijdschema
| Datum       | Lokale tijd   | Mannen                | Vrouwen             |
| ----------- | ------------- | --------------------- | ------------------- |
| 09 februari | 14:45         | Gemengde estafette    | Gemengde estafette  |
| 10 februari | 14:45         |                       | 7,5 km sprint       |
| 11 februari | 14:45         | 10 km sprint          |                     |
| 12 februari | 14:45 / 10:30 | 12,5 km achtervolging | 10 km achtervolging |
| 15 februari | 14:30         |                       | 15 km individueel   |
| 16 februari | 14:30         | 20 km individueel     |                     |
| 17 februari | 14:45         |                       | 4 × 6 km estafette  |
| 18 februari | 14:45         | 4 × 7,5 km estafette  |                     |
| 19 februari | 14:45 / 11:30 | 15 km massastart      | 12,5 km massastart  |

## Medailles

### Mannen
| Onderdeel             | Goud | Goud                                                         | Zilver | Zilver                                                                        | Brons | Brons                                                             |
| --------------------- | ---- | ------------------------------------------------------------ | ------ | ----------------------------------------------------------------------------- | ----- | ----------------------------------------------------------------- |
| 20 km individueel     | USA  | Lowell Bailey                                                | CZE    | Ondřej Moravec                                                                | FRA   | Martin Fourcade                                                   |
| 10 km sprint          | GER  | Benedikt Doll                                                | NOR    | Johannes Thingnes Bø                                                          | FRA   | Martin Fourcade                                                   |
| 12,5 km achtervolging | FRA  | Martin Fourcade                                              | NOR    | Johannes Thingnes Bø                                                          | NOR   | Ole Einar Bjørndalen                                              |
| 15 km massastart      | GER  | Simon Schempp                                                | NOR    | Johannes Thingnes Bø                                                          | AUT   | Simon Eder                                                        |
| 4×7,5 km estafette    | RUS  | Aleksej Volkov Maksim Tsvetkov Anton Babikov Anton Sjipoelin | FRA    | Jean-Guillaume Béatrix Quentin Fillon Maillet Simon Desthieux Martin Fourcade | AUT   | Daniel Mesotitsch Julian Eberhard Simon Eder Dominik Landertinger |

### Vrouwen
| Onderdeel           | Goud | Goud                                                                  | Zilver | Zilver                                                                | Brons | Brons                                                             |
| ------------------- | ---- | --------------------------------------------------------------------- | ------ | --------------------------------------------------------------------- | ----- | ----------------------------------------------------------------- |
| 15 km individueel   | GER  | Laura Dahlmeier                                                       | CZE    | Gabriela Koukalová                                                    | ITA   | Alexia Runggaldier                                                |
| 7,5 km sprint       | CZE  | Gabriela Koukalová                                                    | GER    | Laura Dahlmeier                                                       | FRA   | Anaïs Chevalier                                                   |
| 10 km achtervolging | GER  | Laura Dahlmeier                                                       | BLR    | Darja Domratsjeva                                                     | CZE   | Gabriela Koukalová                                                |
| 12,5 km massastart  | GER  | Laura Dahlmeier                                                       | USA    | Susan Dunklee                                                         | FIN   | Kaisa Mäkäräinen                                                  |
| 4×6 km estafette    | GER  | Vanessa Hinz Maren Hammerschmidt Franziska Hildebrand Laura Dahlmeier | UKR    | Iryna Varvynets Joelia Dzjyma Anastasja Merkoesjyna Olena Pidhroesjna | FRA   | Anaïs Chevalier Célia Aymonier Justine Braisaz Marie Dorin Habert |

### Gemengd
| Onderdeel          | Goud | Goud                                                    | Zilver | Zilver                                                                    | Brons | Brons                                                                 |
| ------------------ | ---- | ------------------------------------------------------- | ------ | ------------------------------------------------------------------------- | ----- | --------------------------------------------------------------------- |
| Gemengde estafette | GER  | Vanessa Hinz Laura Dahlmeier Arnd Peiffer Simon Schempp | FRA    | Anaïs Chevalier Marie Dorin Habert Quentin Fillon Maillet Martin Fourcade | RUS   | Olga Podtsjoefarova Tatjana Akimova Aleksandr Loginov Anton Sjipoelin |

### Medailleklassement
| Plaats | Land             | Goud | Zilver | Brons | Totaal |
| 1      | Duitsland        | 7    | 1      | 0     | 8      |
| 2      | Frankrijk        | 1    | 2      | 4     | 7      |
| 3      | Tsjechië         | 1    | 2      | 1     | 4      |
| 4      | Verenigde Staten | 1    | 1      | 0     | 1      |
| 5      | Rusland          | 1    | 0      | 1     | 2      |
| 6      | Noorwegen        | 0    | 3      | 1     | 4      |
| 7      | Oekraïne         | 0    | 1      | 0     | 1      |
| 7      | Wit-Rusland      | 0    | 1      | 0     | 1      |
| 9      | Oostenrijk       | 0    | 0      | 2     | 2      |
| 10     | Finland          | 0    | 0      | 1     | 1      |
| 10     | Italië           | 0    | 0      | 1     | 1      |
| Totaal | Totaal           | 11   | 11     | 11    | 33     |

## Uitslagen

### Individueel
| 20 km mannen | 20 km mannen         | 20 km mannen | 20 km mannen | 20 km mannen |
| #            | Naam                 | Land         | Straf        | Tijd         |
| ------------ | -------------------- | ------------ | ------------ | ------------ |
| Goud         | Lowell Bailey        | USA          | 0 (0+0+0+0)  | 48.07,4      |
| Zilver       | Ondřej Moravec       | CZE          | 0 (0+0+0+0)  | + 3,3        |
| Brons        | Martin Fourcade      | FRA          | 2 (1+0+1+0)  | + 21,2       |
| 4            | Erik Lesser          | GER          | 1 (0+1+0+0)  | + 32,0       |
| 5            | Serhij Semenov       | UKR          | 1 (0+0+1+0)  | + 38,6       |
| 6            | Michal Krčmář        | CZE          | 0 (0+0+0+0)  | + 43,6       |
| 7            | Anton Sjipoelin      | RUS          | 2 (2+0+0+0)  | + 43,9       |
| 8            | Johannes Thingnes Bø | NOR          | 2 (0+0+1+1)  | + 1.11,9     |
| 9            | Lars Helge Birkeland | NOR          | 1 (0+0+1+0)  | + 1.14,3     |
| 10           | Benjamin Weger       | SUI          | 1 (0+0+0+1)  | + 1.22,8     |

| 15 km vrouwen | 15 km vrouwen        | 15 km vrouwen | 15 km vrouwen | 15 km vrouwen |
| #             | Naam                 | Land          | Straf         | Tijd          |
| ------------- | -------------------- | ------------- | ------------- | ------------- |
| Goud          | Laura Dahlmeier      | GER           | 1 (1+0+0+0)   | 41.30,1       |
| Zilver        | Gabriela Koukalová   | CZE           | 1 (1+0+0+0)   | + 24,7        |
| Brons         | Alexia Runggaldier   | ITA           | 0 (0+0+0+0)   | + 1.45,6      |
| 4             | Mari Laukkanen       | FIN           | 1 (0+0+1+0)   | + 1.56,8      |
| 5             | Ekaterina Avvakumova | KOR           | 0 (0+0+0+0)   | + 2.03,6      |
| 6             | Susan Dunklee        | USA           | 2 (1+0+0+1)   | + 2.06,8      |
| 7             | Maren Hammerschmidt  | GER           | 2 (0+0+2+0)   | + 2.27,5      |
| 8             | Vanessa Hinz         | GER           | 2 (0+1+0+1)   | + 2.45,5      |
| 9             | Joelia Dzjyma        | UKR           | 2 (0+0+1+1)   | + 2.46,1      |
| 10            | Olena Pidhroesjna    | UKR           | 2 (1+0+0+1)   | + 2.54,6      |

### Sprint
| 10 km mannen | 10 km mannen         | 10 km mannen | 10 km mannen | 10 km mannen |
| #            | Naam                 | Land         | Straf        | Tijd         |
| ------------ | -------------------- | ------------ | ------------ | ------------ |
| Goud         | Benedikt Doll        | GER          | 0 (0+0)      | 23.27,4      |
| Zilver       | Johannes Thingnes Bø | NOR          | 0 (0+0)      | + 0,7        |
| Brons        | Martin Fourcade      | FRA          | 1 (1+1)      | + 23,5       |
| 4            | Lowell Bailey        | USA          | 0 (0+0)      | + 29,5       |
| 5            | Ondřej Moravec       | CZE          | 1 (0+1)      | + 30,7       |
| 6            | Krasimir Anev        | BUL          | 0 (0+0)      | + 33,5       |
| 7            | Julian Eberhard      | AUT          | 2 (1+1)      | + 35,3       |
| 8            | Ole Einar Bjørndalen | NOR          | 1 (0+1)      | + 38,4       |
| 9            | Simon Schempp        | GER          | 1 (1+0)      | + 40,0       |
| 10           | Jevgeni Garanitsjev  | RUS          | 1 (1+0)      | + 45,1       |

| 7,5 km vrouwen | 7,5 km vrouwen        | 7,5 km vrouwen | 7,5 km vrouwen | 7,5 km vrouwen |
| #              | Naam                  | Land           | Straf          | Tijd           |
| -------------- | --------------------- | -------------- | -------------- | -------------- |
| Goud           | Gabriela Koukalová    | CZE            | 0 (0+0)        | 19.12,6        |
| Zilver         | Laura Dahlmeier       | GER            | 0 (0+0)        | + 4,0          |
| Brons          | Anaïs Chevalier       | FRA            | 0 (0+0)        | + 25,1         |
| 4              | Lisa Vittozzi         | ITA            | 0 (0+0)        | + 25,3         |
| 5              | Federica Sanfilippo   | ITA            | 0 (0+0)        | + 31,9         |
| 6              | Vanessa Hinz          | GER            | 0 (0+0)        | + 37,9         |
| 7              | Marie Dorin Habert    | FRA            | 1 (1+0)        | + 42,8         |
| 8              | Anastasiya Kuzmina    | SVK            | 1 (0+1)        | + 44,0         |
| 9              | Célia Aymonier        | FRA            | 1 (0+1)        | + 53,9         |
| 10             | Anastasya Merkoesjina | UKR            | 0 (0+0)        | + 55,0         |

### Achtervolging
| 12,5 km mannen | 12,5 km mannen       | 12,5 km mannen | 12,5 km mannen | 12,5 km mannen |
| #              | Naam                 | Land           | Straf          | Tijd           |
| -------------- | -------------------- | -------------- | -------------- | -------------- |
| Goud           | Martin Fourcade      | FRA            | 1 (0+0+0+1)    | 30.16,9        |
| Zilver         | Johannes Thingnes Bø | NOR            | 3 (1+1+1+0)    | + 22,8         |
| Brons          | Ole Einar Bjørndalen | NOR            | 1 (0+0+0+1)    | + 25,6         |
| 4              | Anton Sjipoelin      | RUS            | 1 (0+1+0+0)    | + 33,4         |
| 5              | Ondřej Moravec       | CZE            | 2 (0+0+1+1)    | + 34,0         |
| 6              | Lowell Bailey        | USA            | 1 (0+0+1+0)    | + 34,7         |
| 7              | Krasimir Anev        | BUL            | 1 (0+0+0+1)    | + 38,3         |
| 8              | Julia Eberhard       | AUT            | 3 (1+1+0+1)    | + 48,1         |
| 9              | Tarjei Bø            | NOR            | 2 (1+0+0+1)    | + 52,3         |
| 10             | Simon Schempp        | GER            | 3 (0+0+2+1)    | + 52,4         |

| 10 km vrouwen | 10 km vrouwen         | 10 km vrouwen | 10 km vrouwen | 10 km vrouwen |
| #             | Naam                  | Land          | Straf         | Tijd          |
| ------------- | --------------------- | ------------- | ------------- | ------------- |
| Goud          | Laura Dahlmeier       | GER           | 1 (1+0+0+0)   | 28.02,3       |
| Zilver        | Darja Domratsjeva     | BLR           | 0 (0+0+0+0)   | + 11,6        |
| Brons         | Gabriela Koukalová    | CZE           | 3 (2+0+0+1)   | + 16,6        |
| 4             | Irina Starych         | RUS           | 0 (0+0+0+0)   | + 35,9        |
| 5             | Justine Braisaz       | FRA           | 1 (0+1+0+0)   | + 36,1        |
| 6             | Marie Dorin Habert    | FRA           | 3 (1+0+2+0)   | + 36,3        |
| 7             | Kaisa Mäkäräinen      | FIN           | 1 (0+0+0+1)   | + 37,2        |
| 8             | Anastasya Merkoesjina | UKR           | 0 (0+0+0+0)   | + 48,5        |
| 9             | Célia Aymonier        | FRA           | 2 (0+1+0+1)   | + 57,2        |
| 10            | Dorothea Wierer       | ITA           | 3 (1+0+2+0)   | + 1.02,9      |

### Massastart
| 15 km mannen | 15 km mannen         | 15 km mannen | 15 km mannen | 15 km mannen |
| #            | Naam                 | Land         | Straf        | Tijd         |
| ------------ | -------------------- | ------------ | ------------ | ------------ |
| Goud         | Simon Schempp        | GER          | 0 (0+0+0+0)  | 35.38,3      |
| Zilver       | Johannes Thingnes Bø | NOR          | 1 (0+0+0+1)  | + 9,0        |
| Brons        | Simon Eder           | AUT          | 0 (0+0+0+0)  | + 10,1       |
| 4            | Anton Sjipoelin      | RUS          | 2 (0+1+0+1)  | + 25,3       |
| 5            | Martin Fourcade      | FRA          | 3 (1+0+0+2)  | + 31,3       |
| 6            | Lowell Bailey        | USA          | 0 (0+0+0+0)  | + 33,5       |
| 7            | Dominik Landertinger | AUT          | 2 (0+0+0+2)  | + 38,0       |
| 8            | Fredrik Lindström    | SWE          | 1 (0+0+1+0)  | + 39,7       |
| 9            | Benedikt Doll        | GER          | 2 (0+0+2+0)  | + 42,9       |
| 10           | Arnd Peiffer         | GER          | 2 (0+0+0+2)  | + 46,1       |

| 12,5 km vrouwen | 12,5 km vrouwen    | 12,5 km vrouwen | 12,5 km vrouwen | 12,5 km vrouwen |
| #               | Naam               | Land            | Straf           | Tijd            |
| --------------- | ------------------ | --------------- | --------------- | --------------- |
| Goud            | Laura Dahlmeier    | GER             | 0 (0+0+0+0)     | 33.13,8         |
| Zilver          | Susan Dunklee      | USA             | 0 (0+0+0+0)     | + 4,6           |
| Brons           | Kaisa Mäkäräinen   | FIN             | 1 (1+0+0+0)     | + 20,1          |
| 4               | Gabriela Koukalová | CZE             | 1 (0+0+0+1)     | + 24,0          |
| 5               | Teja Gregorin      | SLO             | 1 (0+1+0+0)     | + 24,2          |
| 6               | Joelia Dzjyma      | UKR             | 1 (0+1+0+0)     | + 24,4          |
| 7               | Marie Dorin Habert | FRA             | 1 (0+0+0+1)     | + 40,3          |
| 8               | Dorothea Wierer    | ITA             | 2 (0+0+1+1)     | + 1.05,6        |
| 9               | Alexia Runggaldier | ITA             | 0 (0+0+0+0)     | + 1.06,9        |
| 10              | Paulina Fialková   | SVK             | 2 (0+1+1+0)     | + 1.14,1        |

### Estafette
| 4 × 7,5 km mannen | 4 × 7,5 km mannen                                                             | 4 × 7,5 km mannen | 4 × 7,5 km mannen               | 4 × 7,5 km mannen |
| #                 | Naam                                                                          | Land              | Straf                           | Tijd              |
| ----------------- | ----------------------------------------------------------------------------- | ----------------- | ------------------------------- | ----------------- |
| Goud              | Aleksej Volkov Maksim Tsvetkov Anton Babikov Anton Sjipoelin                  | RUS               | 0+1 0+1 0+0 0+0 0+0 0+1         | 1:14.15,0         |
| Zilver            | Jean-Guillaume Béatrix Quentin Fillon Maillet Simon Desthieux Martin Fourcade | FRA               | 0+0 0+0 0+1 0+0 0+3 0+0 0+0 0+0 | + 5,8             |
| Brons             | Daniel Mesotitsch Julian Eberhard Simon Eder Dominik Landertinger             | AUT               | 0+0 0+1 0+2 0+2 0+1 0+2 0+1 0+1 | + 20,1            |
| 4                 | Erik Lesser Benedikt Doll Arnd Peiffer Simon Schempp                          | GER               | 0+0 0+0 0+1 0+3 0+2 0+1 0+1 0+0 | + 29,6            |
| 5                 | Lukas Hofer Dominik Windisch Giuseppe Montello Thomas Bormolini               | ITA               | 0+1 0+1 0+0 0+0 0+0 0+1 0+2 0+0 | + 1.30,8          |
| 6                 | Artem Pryma Serhij Semenov Vladimir Semakov Dmytro Pidroetsjnyi               | UKR               | 0+1 0+0 0+0 0+1 0+2 0+1 0+3 0+3 | + 1.41,3          |
| 7                 | Lowell Bailey Leif Nordgren Tim Burke Sean Doherty                            | USA               | 0+1 0+0 0+0 0+1 0+1 0+3 0+2 0+0 | + 1.50,5          |
| 8                 | Ole Einar Bjørndalen Emil Hegle Svendsen Tarjei Bø Johannes Thingnes Bø       | NOR               | 0+0 0+2 0+1 0+0 0+0 1+3 0+2 0+0 | + 2.22,3          |
| 9                 | Krasimir Anev Anton Sinapov Michail Kletcherov Vladimir Iliev                 | BUL               | 0+1 0+0 0+0 1+3 0+0 0+1 0+2 0+0 | + 2.50,3          |
| 10                | Tomáš Krupčík Ondřej Moravec Michal Šlesingr Michal Krčmář                    | CZE               | 0+1 1+3 0+1 0+1 0+3 0+2 0+2 0+2 | + 3.10,0          |

| 4 × 6 km vrouwen | 4 × 6 km vrouwen                                                      | 4 × 6 km vrouwen | 4 × 6 km vrouwen                | 4 × 6 km vrouwen |
| #                | Naam                                                                  | Land             | Straf                           | Tijd             |
| ---------------- | --------------------------------------------------------------------- | ---------------- | ------------------------------- | ---------------- |
| Goud             | Vanessa Hinz Maren Hammerschmidt Franziska Hildebrand Laura Dahlmeier | GER              | 0+0 0+2 0+1 0+3 0+0 0+0 0+1 0+2 | 1:11.16,6        |
| Zilver           | Iryna Varvynets Joelia Dzjyma Anastasja Merkoesjyna Olena Pidhroesjna | UKR              | 0+0 0+1 0+1 0+1 0+1 0+0 0+0 0+0 | + 6,4            |
| Brons            | Anaïs Chevalier Célia Aymonier Justine Braisaz Marie Dorin Habert     | FRA              | 0+0 0+1 0+3 0+0 0+0 0+0         | + 8,1            |
| 4                | Jessica Jislová Eva Puskarčíková Veronika Vítková Gabriela Koukalová  | CZE              | 0+0 0+0 0+1 0+1 0+2 0+2 0+0 0+0 | + 14,0           |
| 5                | Lisa Vittozzi Federica Sanfilippo Alexia Runggaldier Dorothea Wierer  | ITA              | 0+0 0+1 0+2 0+1 0+0 0+1         | + 36,5           |
| 6                | Mona Brorsson Hanna Öberg Emma Nilsson Anna Magnusson                 | SWE              | 0+0 0+2 0+1 0+0 0+1 0+1 0+0 0+2 | + 1.20,4         |
| 7                | Magdalena Gwizdoń Monika Hojnisz Kinga Mitoraj Krystyna Guzik         | POL              | 0+0 0+1 0+2 0+1 0+0 0+2 0+0 0+0 | + 1.23,1         |
| 8                | Paulína Fialková Anastasiya Kuzmina Ivona Fialková Jana Gereková      | SVK              | 0+1 0+2 0+1 0+1 0+2 0+0 0+0 0+0 | + 1.36,9         |
| 9                | Nadezjda Skardino Irina Krjoeko Nadzeja Pisareva Darja Domratsjeva    | BLR              | 0+0 0+1 0+0 0+0 0+2 0+1 0+0 0+1 | + 1.50,7         |
| 10               | Olga Podtsjoefarova Svetlana Sleptsova Irina Starych Tatjana Akimova  | RUS              | 0+1 0+1 0+0 0+2 0+0 0+0 1+3 0+1 | + 2.15,5         |

### Gemengde estafette
| 2 × 6 km vrouwen + 2 × 7,5 km mannen | 2 × 6 km vrouwen + 2 × 7,5 km mannen                                      | 2 × 6 km vrouwen + 2 × 7,5 km mannen | 2 × 6 km vrouwen + 2 × 7,5 km mannen    | 2 × 6 km vrouwen + 2 × 7,5 km mannen |
| #                                    | Naam                                                                      | Land                                 | Straf                                   | Tijd                                 |
| ------------------------------------ | ------------------------------------------------------------------------- | ------------------------------------ | --------------------------------------- | ------------------------------------ |
| Goud                                 | Vanessa Hinz Laura Dahlmeier Arnd Peiffer Simon Schempp                   | GER                                  | 0+0 0+2 0+2 0+2 0+0 0+0 0+0 0+1         | 1:09.06,4                            |
| Zilver                               | Anaïs Chevalier Marie Dorin Habert Quentin Fillon Maillet Martin Fourcade | FRA                                  | 0+0 0+2 0+1 1+3 0+0 0+0                 | + 2,2                                |
| Brons                                | Olga Podtsjoefarova Tatjana Akimova Aleksandr Loginov Anton Sjipoelin     | RUS                                  | 0+1 0+3 0+0 0+0 0+0 0+3 0+0 0+0         | + 3,2                                |
| 4                                    | Lisa Vittozzi Dorothea Wierer Lukas Hofer Dominik Windisch                | ITA                                  | 0+0 - 0+0 0+1 - 0+2 0+1 - 0+0 0+0 - 0+2 | + 28,7                               |
| 5                                    | Olena Pidhroesjna Joelia Dzjyma Serhij Semenov Dmytro Pidroetsjnyi        | UKR                                  | 0+2 - 0+2 0+0 - 0+1 0+1 - 0+2 0+0 - 0+0 | + 35,6                               |
| 6                                    | Hanna Öberg Anna Magnusson Jesper Nelin Fredrik Lindström                 | SWE                                  | 0+1 0+1 0+0 0+0 0+0 0+3 0+2 0+1         | + 41,6                               |
| 7                                    | Eva Puskarčíková Gabriela Koukalová Ondřej Moravec Michal Krčmář          | CZE                                  | 0+0 2+3 0+0 0+1 0+1 0+1 0+1 0+2         | + 41,7                               |
| 8                                    | Marte Olsbu Tiril Eckhoff Johannes Thingnes Bø Emil Hegle Svendsen        | NOR                                  | 0+1 0+0 1+3 0+2 0+0 1+3 0+0 0+1         | + 46,2                               |
| 9                                    | Lisa Theresa Hauser Fabienne Hartweger Simon Eder Dominik Landertinger    | AUT                                  | 0+2 0+0 1+3 0+1 0+0 0+2 0+0 0+0         | + 1.20,2                             |
| 10                                   | Mari Laukkanen Kaisa Mäkäräinen Tuomas Grönman Olli Hiidensalo            | FIN                                  | 0+1 0+1 0+2 0+2 0+0 0+1 0+1 0+1         | + 1.38,9                             |

## Organisatie
De organisatie ontving van de deelstaat Tirol € 5.000.000 subsidie, gelijkelijk verdeeld over de jaren 2015-2017 voor de infrastructuur van de wereldkampioenschappen. "Biatlon Hochilzen" heeft verschillende projecten uitgevoerd ter verbetering van de infrastructuur van de accommodaties voor de wereldkampioenschappen:
- Project "A": uitbreiding en verbouwing centraal gebouw
- Project "B": schiethal met kleine boring en loopband (mediacentrum op wereldkampioenschappen en wereldbeker)
- Project "C": servicegebied voor teams - waxcabines, kleedkamers en wegverbinding - tunnel naar het stadion en naar het centrale gebouw
- Project "D": uitbreiding van de rolskibaan met 1.050 m met brug
- Project "E": noodpad als toegang voor tv-compound, teams en schietbaan.[2]